# Polens landslag i drakbåt
Polens landslag i drakbåt representerar Polen i landslagstävlingar i drakbåt.

## Seniorlandslaget

### ICF-VM
I tabellen visas de medaljer som Polen tagit i VM som arrangeras av International Canoe Federation (ICF).
| År     | Värdort     | Guld | Silver | Brons | Totalt |
| ------ | ----------- | ---- | ------ | ----- | ------ |
| 2006   | Kaohsiung   | ?    | ?      | ?     | ?      |
| 2008   | Poznań      | ?    | ?      | ?     | ?      |
| 2010   | Szeged      | ?    | ?      | ?     | ?      |
| 2012   | Milano      | 0    | 1      | 4     | 5      |
| 2014   | Poznań      | 1    | 1      | 4     | 6      |
| 2016   | Moskva      | 0    | 0      | 0     | 0      |
| 2018   | Gainesville | ?    | ?      | ?     | ?      |
| 2022   | Račice      | ?    | ?      | ?     | ?      |
| Totalt | Totalt      | 1    | 2      | 8     | 11     |

### IDBF-VM
I tabellen visas de medaljer som Polen tagit i VM som arrangeras av International Dragon Boat Federation (IDBF).
| År     | Värdort      | Guld              | Silver            | Brons             | Totalt            |
| ------ | ------------ | ----------------- | ----------------- | ----------------- | ----------------- |
| 1995   | Yueyang      | ?                 | ?                 | ?                 | ?                 |
| 1997   | Hongkong     | ?                 | ?                 | ?                 | ?                 |
| 1999   | Nottingham   | ?                 | ?                 | ?                 | ?                 |
| 2001   | Philadelphia | ?                 | ?                 | ?                 | ?                 |
| 2003   | Poznań       | ?                 | ?                 | ?                 | ?                 |
| 2004   | Shanghai     | ?                 | ?                 | ?                 | ?                 |
| 2005   | Berlin       | ?                 | ?                 | ?                 | ?                 |
| 2007   | Sydney       | ?                 | ?                 | ?                 | ?                 |
| 2009   | Račice       | 0                 | 0                 | 0                 | 0                 |
| 2011   | Tampa Bay    | Polen deltog inte | Polen deltog inte | Polen deltog inte | Polen deltog inte |
| 2013   | Szeged       | 0                 | 0                 | 1                 | 1                 |
| 2015   | Welland      | Polen deltog inte | Polen deltog inte | Polen deltog inte | Polen deltog inte |
| 2017   | Kunming      | Polen deltog inte | Polen deltog inte | Polen deltog inte | Polen deltog inte |
| 2019   | Pattaya      | ?                 | ?                 | ?                 | ?                 |
| 2023   | Pattaya      | ?                 | ?                 | ?                 | ?                 |
| Totalt | Totalt       | 0                 | 0                 | 1                 | 1                 |

### ECA-EM
I tabellen visas de medaljer som Polen tagit i EM som arrangeras av European Canoe Association (ECA).
| År     | Värdort           | Guld              | Silver            | Brons             | Totalt            |
| ------ | ----------------- | ----------------- | ----------------- | ----------------- | ----------------- |
| 2015   | Auronzo di Cadore | Polen deltog inte | Polen deltog inte | Polen deltog inte | Polen deltog inte |
| 2017   | Szeged            | Polen deltog inte | Polen deltog inte | Polen deltog inte | Polen deltog inte |
| 2019   | Moskva            | ?                 | ?                 | ?                 | ?                 |
| Totalt | Totalt            | 0                 | 0                 | 0                 | 0                 |

### EDBF-EM
I tabellen visas de medaljer som Polen tagit i EM som arrangeras av European Dragon Boat Federation (EDBF).
| År     | Värdort          | Guld              | Silver            | Brons             | Totalt            |
| ------ | ---------------- | ----------------- | ----------------- | ----------------- | ----------------- |
| 1996   | Silkeborg        | Polen deltog inte | Polen deltog inte | Polen deltog inte | Polen deltog inte |
| 1998   | Rom              | ?                 | ?                 | ?                 | ?                 |
| 2000   | Malmö            | 0                 | 0                 | 1                 | 1                 |
| 2002   | Poznań           | 0                 | 0                 | 3                 | 3                 |
| 2004   | Stockton-on-Tees | Polen deltog inte | Polen deltog inte | Polen deltog inte | Polen deltog inte |
| 2006   | Prag             | 0                 | 0                 | 0                 | 0                 |
| 2008   | Sabaudia         | 0                 | 0                 | 0                 | 0                 |
| 2010   | Amsterdam        | 0                 | 0                 | 0                 | 0                 |
| 2012   | Nottingham       | Polen deltog inte | Polen deltog inte | Polen deltog inte | Polen deltog inte |
| 2014   | Račice           | 2                 | 3                 | 0                 | 5                 |
| 2016   | Rom              | 0                 | 0                 | 0                 | 0                 |
| 2018   | Brandenburg      | ?                 | ?                 | ?                 | ?                 |
| 2022   | Banyoles         | ?                 | ?                 | ?                 | ?                 |
| Totalt | Totalt           | 2                 | 3                 | 4                 | 9                 |

## U24-landslaget

### IDBF-VM
I tabellen visas de medaljer som Polen tagit i VM som arrangeras av International Dragon Boat Federation (IDBF).
| År     | Värdort           | Guld              | Silver            | Brons             | Totalt            |
| ------ | ----------------- | ----------------- | ----------------- | ----------------- | ----------------- |
| 2009   | Račice            | 0                 | 0                 | 5                 | 5                 |
| 2011   | Tampa Bay         | Polen deltog inte | Polen deltog inte | Polen deltog inte | Polen deltog inte |
| 2013   | Szeged            | Polen deltog inte | Polen deltog inte | Polen deltog inte | Polen deltog inte |
| 2015   | Welland           | Polen deltog inte | Polen deltog inte | Polen deltog inte | Polen deltog inte |
| 2017   | Divonne-les-Bains | Polen deltog inte | Polen deltog inte | Polen deltog inte | Polen deltog inte |
| 2019   | Pattaya           | ?                 | ?                 | ?                 | ?                 |
| 2023   | Pattaya           | ?                 | ?                 | ?                 | ?                 |
| Totalt | Totalt            | 0                 | 0                 | 5                 | 5                 |